# Oligozoospermi
Oligozoospermi avser lågt antal spermier i sperman. Normalt förekommer det mellan 20 och 150 miljoner spermier per ml sperma. Kommer man under 20 miljoner räknas det som oligozoospermi, vilket i sig kan delas in i måttlig (10–20 miljoner spermier/ml) och svår oligozoospermi (0,1–10 miljoner spermier/ml). Finns det inga spermier i utlösningen kallas det azoospermi.